# 2730 Barks
2730 Barks је астероид главног астероидног појаса са средњом удаљеношћу од Сунца која износи 2,719 астрономских јединица (АЈ).
Апсолутна магнитуда астероида је 11,6.